# 谷口周平
谷口 周平（たにぐち しゅうへい、1976年10月18日 - ）は、日本の男性プロレスラー、元自衛官。鳥取県倉吉市出身。プロレスリング・ノア所属。本名は谷口 周平（たにぐち しゅうへい）。血液型B型。2012年〜2019年5月まで「マイバッハ谷口」として活動。2021年6月28日～2022年5月5日までは「キング・タニー」として活躍した。妻は元女子プロレスラーの西尾美香。

## 来歴
倉吉東中学校では柔道部に所属していた。倉吉工業高校、徳山大学とレスリング部に所属。その後、自衛隊に入隊。自衛隊時代でもレスリングを続け、国体で3度優勝 という実績を持っている。2004年の国体決勝では永田克彦（シドニー五輪銀メダリスト）を破っている。
2005年に同じ自衛隊出身の本田多聞・杉浦貴の後を追い、青木篤志とともにプロレスリング・ノアへ入門。2006年からは小橋建太の付き人（潮崎豪の後任）となる。なお、7月に小橋の腎臓癌による長期欠場により、秋山準の付き人となった。

### 谷口周平（第1期）
2005年12月24日、ディファ有明で行われたクリスマス大会にて、本名「谷口周平」のリングネームで、対佐野巧真・ハスワマコト・志賀賢太郎・菊地毅戦（パートナーは森嶋猛・KENTA・小川良成）でデビュー。
2007年、モーリシャス杯争奪リーグ戦を得点9点で優勝する。
2008年1月20日から2010年8月5日にかけて、「驀進（ばくしん）十番勝負」なる大物レスラーとのシングルマッチが随時行われ、10戦全敗で終了した。対戦相手は、佐々木健介、森嶋、高山善廣、バイソン・スミス、潮崎、小橋、力皇猛、吉江豊、杉浦、秋山の順。
2010年1月、第3回グローバル・タッグ・リーグ戦に杉浦とのタッグで出場し、Bブロックを1位で通過。同月24日の後楽園ホール大会にて、Aブロック1位の佐野・高山組との優勝決定戦に敗れたものの敢闘賞を受賞した。6月6日後楽園ホールにて、杉浦とのタッグで自身初となるGHC挑戦となったGHCタッグ選手権試合で王者組バイソン・スミス&キース・ウォーカーと激突。谷口と杉浦が流血するという事態に見舞われた試合は、谷口がバイソンのバイソン・テニエルに敗れた。
2011年からは潮崎と正式にタッグを結成。2月、GHC王者の高山&佐野に挑戦し、敗北。4月のグローバル・タッグ・リーグでは潮崎とタッグを組んで出場。その後新日本プロレスに流出したGHCタッグ王座を奪取するために王者BAD INTENTIONSに挑戦をマイクアピール。しかし、ジャイアント・バーナードから流暢な日本語で「貴方は誰ですか」と一蹴される。激高した谷口はバーナードとカール・アンダーソンをジャーマン・スープレックスで華麗に投げ飛ばし、再度挑戦をアピール。後日、挑戦が正式決定した。10月31日、GHCタッグ戦に潮崎とのタッグでBAD INTENTIONSに挑戦したが敗北した。

### マイバッハ谷口

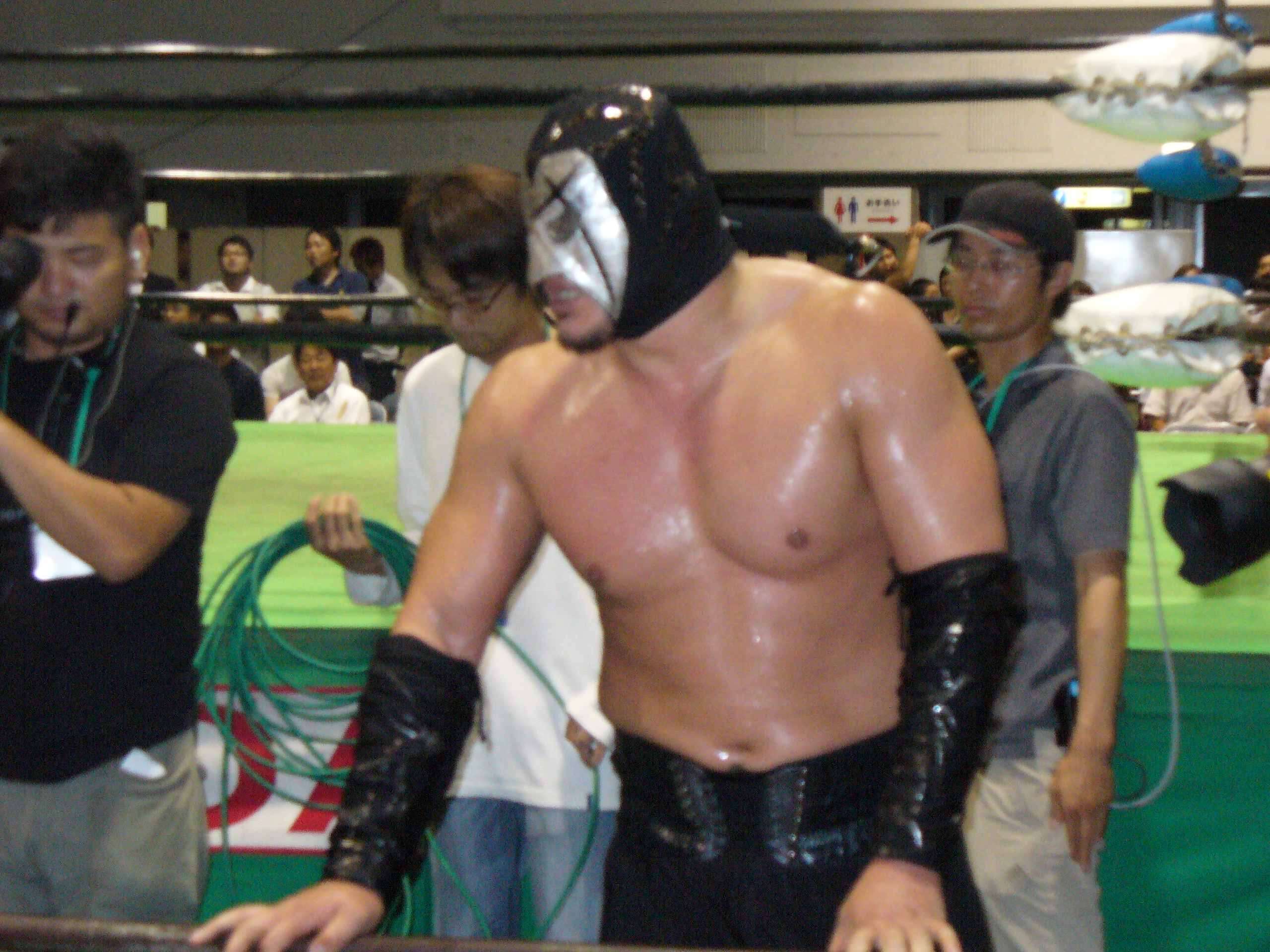
マイバッハ谷口（第2形態マスク）

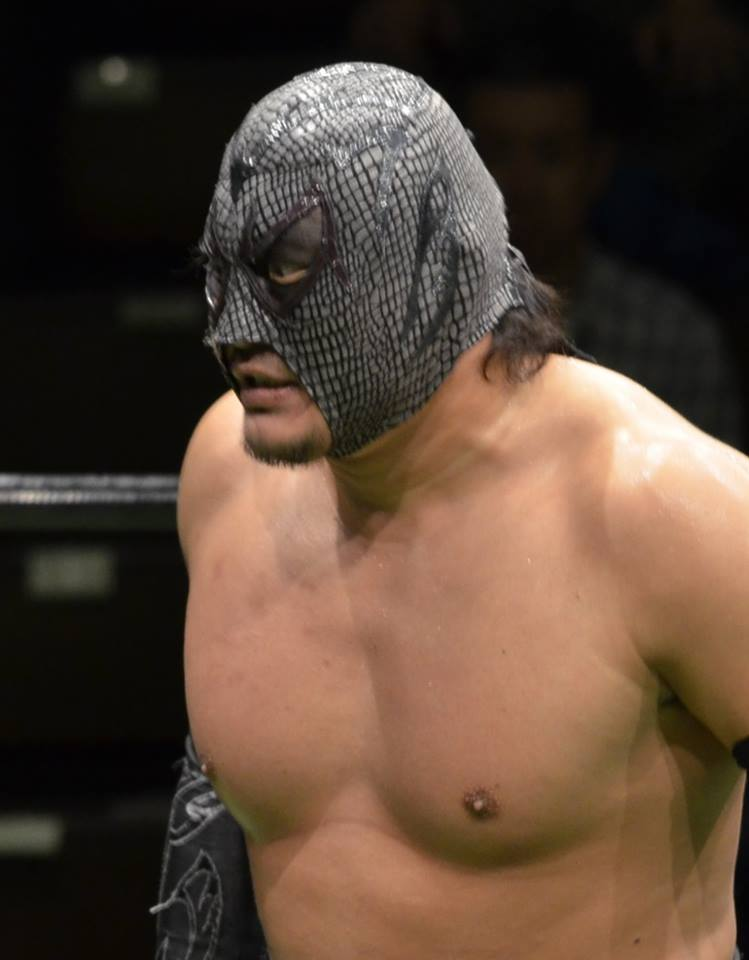
マイバッハ谷口（第3形態マスク）

2012年2月14日、谷口は潮崎とのタッグを発展的解消する動きをみせ、けじめのシングルマッチを行う。その試合で潮崎を椅子で殴打し、反則負けとなった。試合直後、マイクでKENTA率いるノア反体制勢力「NO MERCY」への加入を宣言。同日、NO MERCY（高山、平柳玄藩、金丸義信）と丸藤軍（丸藤正道、杉浦、石森太二）のタッグマッチの最中に突如乱入して丸藤軍を攻撃、それを見かねたモハメド・ヨネも乱入したため試合は無効試合となり、直後に8人タッグマッチへと進展。ヨネの回し蹴りに敗れてしまう。その後の谷口の不甲斐なさに、KENTAをはじめとするNO MERACYのメンバーは谷口に生まれ変わるようにと最後通告を行った。
2月25日、マスクを付け覆面レスラーとなり、新リングネーム「マイバッハ（MAYBACH）谷口」として登場、髙山とのタッグで丸藤&ヨネと対戦し、マイバッハボムでヨネに勝利した。3月18日の横浜文化体育館大会では、メインイベントのGHCヘビー級選手権試合、森嶋vs丸藤戦終了後に、マットへ乱入し、勝利した森嶋を急襲。翌日に5月9日の後楽園ホールでGHCヘビー級選手権に初挑戦することが決定した。また、グローバル・タッグ・リーグ戦2012には、高山とのタッグで出場することとなった。リーグ戦は、凶器攻撃による反則負けや、場外乱闘によるリングアウト負けを連発し、勝敗度外視の乱闘試合を続けた結果、全敗による最下位となった（これが原因で各々の対戦者たちから恨みを買うことになる）。入場式やリーグ終了後の記念撮影などにも一切参加しなかった。5月9日の後楽園ホールでのGHCヘビー級選手権は、場外カウント・反則裁定一切なしのルールで行われ、大荒れの試合展開となったが森嶋のバックドロップで敗北した。10月にはTNAに海外流出したGHCタッグ王座を取り戻すべく、NO MERCYのKENTAと組んで王者サモア・ジョー&マグナスに挑戦。王座を奪還する。これが自身初のベルト奪取となる。しかし10月26日に新潟市体育館で行われた齋藤彰俊&潮崎のとの初防衛戦で、30分53秒、リミット・ブレイクからのエビ固めにKENTAが沈み、初防衛を果たせず王座陥落した。
2013年1月6日の後楽園ホール大会では、ヨネvs平柳の試合中にマイバッハとともに、マイバッハと同じ覆面を付けた全身黒ずくめの男「マイバッハ谷口Jr.」が出現。その後、NO MERCYのメンバーとして度々共闘する。2月9日後楽園ホール大会、メインイベントの試合後KENTAを裏切り同大会に参戦していた新日本プロレスのCHAOSの矢野通、飯塚高史と結託した。2月23日ディファ有明大会、メインイベントで矢野、飯塚と組みマイバッハボムでKENTAに勝利した。試合後マイクを握り「俺はお前の飼い犬じゃねえんだぞ。俺はベルトが欲しいんだ！」と叫んだ。マイバッハ谷口に変身後、リング内外を問わず初めて「ブオンブオン」以外の言葉を発した。3月10日、横浜文化体育館大会にて、上記を受けてKENTAの保持するGHCヘビー級選手権に挑戦するが敗北した。（後述のエピソードも参照）グローバル・タッグ・リーグ戦2013には新日本プロレスのCHAOSの高橋裕二郎と新タッグを結成して出場し、Aブロックにエントリー。最終戦で齋藤彰俊&本間朋晃に敗退し、決勝進出はならなかった。6月2日の博多スターレーン大会では、高橋のスピアーが誤爆したことが原因で仲間割れし、CHAOSと決裂。同月30日の後楽園ホール大会で、マイバッハと高橋のシングル・マッチが組まれたが、刺叉攻撃によるマイバッハの反則負けとなる。以降は一匹狼として誰とも徒党を組まずシングル・マッチを重ねた。10月〜11月、グローバル・リーグ戦2013に出場し、Bブロックにエントリー。勝ち点6でBブロック3位に終わるも、優勝した永田裕志を破るなどしている。12月7日の有明コロシアム「GREAT VOYAGE 2013 in Tokyo vol.2 ~田上明引退記念大会~」では、KENTAのマイバッハ谷口制裁依頼を受けて参戦した柴田勝頼（フリー）と対戦。マイバッハは途中から刺叉を使用した暴走ファイトの上、福田明彦レフェリーへの暴行を働き、反則負けになった。しかし観客からの再試合コールを受けて控室からKENTAが登場し、退場途中のマイバッハを捕まえてリングへ無理矢理連れ戻し、福田レフェリーへ再試合を要求、再試合が決定した。そして試合中に柴田にマスクを剥がされた上、最後はスリーパー・ホールドでレフェリー・ストップ負けを喫した。その次の興行（12月14日、高知サンピアセリーズ大会）からは、マスクを黒基調で目の部分は露出したものへと新調して登場した。「このまま終われない」ということで「第3形態」へ変身を宣言した。
2014年1月5日後楽園ホール大会において、GHCヘビー級王者となった森嶋がBRAVEメンバーをリング上に上げたところで拳王とともにBRAVEメンバーを襲撃。森嶋と3人で新軍団を結成を宣言した。1月25日大阪大会で森嶋とタッグを組みGHCヘビー級タッグ王座を奪取。また軍団に大原はじめが加わり、名称が『超危暴軍』となることが発表された。
2015年6月15日、大阪府立体育会館大会で鈴木軍の鈴木みのるが保持するGHCヘビー級王座へ挑戦するも敗北。試合中鈴木にマスクを剥がされるも、不気味なフェイスペイントを施した顔が現れ、さらなる暴走ファイトを展開した。8月5日の後楽園ホール大会で行われたアルカス杯争奪6人タッグ・トーナメントに以前にタッグを組んだマイバッハ・ブルー・ジャスティスと新たに現れたマイバッハ・ドンとマイバッハ・トリオを結成して参加、決勝戦で鈴木軍の鈴木&飯塚&エル・デスペラードを下して優勝を果たした。
2016年1月31日の「GREAT VOYAGE 2016 in YOKOHAMA」で、セミファイナルでの潮崎vs鈴木戦において潮崎が自身のセコンドについていた金丸義信の鈴木軍への寝返りで敗北し、試合後にリング上で潮崎が鈴木軍から暴行を受けている所に谷口が救出に現れ、救出後に自らマスクを脱ぎ捨て素顔となった。谷口は一夜明け会見で「素顔のマイバッハ谷口としてやっていく！」と宣言した。3月30日、OZアカデミー後楽園ホール大会にて西尾美香引退記念特別タッグマッチとして小峠&谷口with西尾vs鈴木&砂辺光久が組まれ勝利したものの、妻である西尾からは試合後に毒霧を浴びせられてしまった。会見後初の大会となった「The Second Navig.2016」2月6日(土)所沢市民体育館サブアリーナ大会で、会見での宣言通りリングネームはマイバッハ谷口のままで素顔で試合を行った。谷口はまた、潮崎とのタッグチームを正式に再始動させることとなった。12月3日、潮崎と組んでランス・アーチャー&デイビーボーイ・スミス・ジュニアの保持するGHC タッグ王座に挑戦し王座を獲得。
2017年には、丸藤正道とのタッグ「MAKETARA OWARI（マケタラ オワリ）」で活動。試合前にオーバー・マスクを被って登場し、カラーコンタクトレンズを着用して試合をするスタイルとなる。丸藤とのタッグで、グローバル・タッグ・リーグ戦に優勝。GHCタッグ王座も獲得した。
2018年になると、長井満也とタッグを結成。KAZMA SAKAMOTOやコーディー・ホールも加えて、フーリガンズを結成。さらに、フーリガンズの新メンバー・火野裕士とタッグを結成し、GHCタッグ王座を獲得。
2019年3月にフーリガンズが解散。しかし、4〜５月のグローバル・タッグ・リーグ戦には、火野裕士とのタッグを継続させ、「インフェルノ（INFERNO）」として参戦。勝ち点8点を獲得したが、優勝はならなかった。リーグ公式戦終了後、マイバッハ谷口は「再起動」を予告。

### 谷口周平（第2期）
2019年5月4日、グローバル・タッグ・リーグ戦最終戦では、事前発表なしにリングネームを新たに「谷口 周平」として登場した。試合後、拳王に裏切られた清宮海斗と正式にタッグチームを始動させる旨を発表。のちにチーム名を「ジ・アンチェインズ」とする。11月2日、両国国技館大会で藤田和之とシングルで対戦したが、TKO（レフェリーストップ）負けを喫した。

### キング・タニー
2020年12月29日、モハメド・ヨネの呼びかけにより、タッグを結成。翌2021年1月4日よりタッグを始動した。のちにチーム名を「ファンキー・エクスプレス（FUNKY EXPRESS、通称：ファンキー軍）」とし、ヨネに合わせたファンキーな風貌・コスチューム・入場曲となり、ときおりファンキーなパフォーマンス（通称 マリオ・ポーズなど）をするようになった。
2021年05月31日、「三沢光晴メモリアル2021 in 後楽園ホール～Forever in our hearts～」にて、ヨネとのタッグで金剛の中嶋勝彦&マサ北宮の保持するGHCタッグ王座に挑戦するが、惜敗を喫した。ところが、試合後に中嶋と北宮が仲違いを起こし空中分解し、タッグ王座も返上された。6月27日、ファンキー・エクスプレスのリーダー「キング」を決定する、当時のメンバー4人（谷口、ヨネ、齋藤彰俊、井上雅央）による4WAYマッチを開催。見事、谷口が優勝してキングに決定する。翌28日に「キング・タニー（KING TANY）」に改名した。
2022年5月5日の後楽園ホール大会の第3試合でヨネと組み、金剛の中嶋&Hi69（仁王）組と対戦するが、タニーが中嶋のヴァーティカル・スパイクを喰らい敗北した。試合後、タニーはリング上で暗い表情を浮かべ、ヨネと会話を交わす。バックステージにてタニーがファンキー・エクスプレスを脱退、リングネームを「谷口周平」に戻したい旨を語り、ヨネがこれを承諾した。当日、実況席にて解説を担当していた齋藤も、寝耳に水の状況で戸惑っていた。

### 谷口周平（第3期）
2022年5月21日、大田区体育館大会の第3試合にて、谷口周平としてファンキー・エクスプレスのモハメド・ヨネとシングルマッチにて対戦し、必殺のワイバーン・キャッチで勝利。
2023年4月22日、鈴木秀樹、サクソン・ハックスリー、ティモシー・サッチャーとユニット『レアル』を結成する。後に鈴木がノアの興行に出場しなくなり、実質的にハックスリーとサッチャーの三人でのユニットとなる。その後、ハックスリーとサッチャーの二人も母国へ帰国し、『レアル』は谷口の一人ユニットとなってしまい、徐々に存在感が無くなり実質的に自然消滅している。
2024年11月9日、 Eitaとタッグを組み、HAYATA&YO-HEY組が保持するGHCジュニアヘビー級タッグ王座に挑戦。王座に挑戦するにあたって、Eitaから体重をノアのジュニアヘビー級のリミットである100kgを切るよう厳命され、朝と夜にその時点の体重をX（旧Twitter）にアップするよう命令され、105kg近辺をウロウロしていたが、試合当日の公開計量にて94.5kgまで体重を落とし減量が成功、無事王座に挑戦。Eitaのアイデアで谷口にマイバッハ時代のマスクを被せる事で暴走させる作戦を立てるも、失敗し敗戦。タイトル奪取はならなかった。12月1日、新宿FACEで行われたSUNNY VOYAGE 2024 〜Road to BUDOKAN〜で拳王とシングルマッチを行うが二周り小柄な拳王になす術なくわずか5分3秒でFPSで負けてしまい、試合後も特に何事もなく引き下がり、拳王の武道館大会に向けてのマイクパフォーマンスに移行。ここで谷口は完全にジョバーとしての地位が確定してしまう。

## タイトル歴
プロレスリング・ノア
- GHCタッグ王座 - 第25代（パートナーはKENTA、防衛数0回）、第30代（パートナーは森嶋猛、防衛数1回）、第36代（パートナーは潮崎豪、防衛数1回）、第39代（パートナーは丸藤正道、防衛数2回）、第47代（パートナーは火野裕士）、第64代（パートナーは杉浦貴）

リーグ戦、トーナメント戦
- モーリシャス杯争奪リーグ戦 - 第1回大会優勝（2007年）
- グローバル・タッグ・リーグ戦 - 2017年大会優勝（パートナーは丸藤正道）
- アルカス杯争奪6人タッグ・トーナメント - 2015年大会優勝（パートナーはマイバッハ・ブルー・ジャスティスとマイバッハ・ドン）

## 得意技

### フィニッシュ・ホールド
ワイバーン・キャッチ
2019年より使用中の谷口のフィニッシュ・ホールド。変型キャメルクラッチという名で使われていたものを谷口がTwitterで命名した。
背後から相手の片腕を上方に「く」の字に曲げて固定、さらに相手の首に自身の片腕を回してスリーパー・ホールドを決め、その状態のままキャメルクラッチのように相手をうつ伏せにしてその上に馬乗りになって相手の背中を反らせる。
マイバッハ・ボム
マイバッハ変身後の決め技。
初期は相手をドクター・ボムの様に俵返しの体勢で抱えあげてから、サンダーファイヤー・パワーボムの様に落とすバージョン。 その後、急角度で落とす投げ捨て式サンダーファイヤー・パワーボムの形になった。投げる前に「マイバッハ・ポーズ」をしてから敢行することが多い。
マイバッハボム・ツヴァイ
相手の背後から相手の腰に腕を回すジャーマンスープレックスのように相手を持ち上げてから、相手の両肩を掴み前へ相手を投げ捨てる荒技。相手の後頭部から背中をダメージを与える技｡2017年より使用しているフィニッシュホールド。
ファンキー・プレス（マイバッハ・プレス）
空中で体を反らせながら飛んで決めるダイビング・ボディ・プレス。
コーナー上で「マリオポーズ」をしてダイブし、上空で両拳を握った状態で両腕を「く」の字型に広げて両膝を後ろへ折り畳むような独特のフォームでボディ・プレスを決める。
マイバッハ時代からファンキー化前までは「マイバッハ・プレス」の名称で使用。マイバッハ時代は、「マイバッハ・ポーズ」を決めてから。素顔に戻ってからはポーズを取らず決めていた。なお、ファンキー転向後は上記のようなポーズを取ってから敢行している。
顔面蹴り

### 打撃技
エルボー
エルボー・スタンプ
逆水平チョップ
チョップ・スマッシュ
クローズライン
ジャンピング・ニー・バット
主に串刺し式で使用。リング外に飛び出しそうな勢いでぶつかっていくのが特徴。
ドロップキック
ビッグブーツ
サッカーボールキック
長座状態の対戦相手の背中を強烈に蹴り上げる又は、四つん這い状態の相手の左側から走りこみ顔面や頭部を蹴り上げる。谷口の場合は、2種類を使用する。

### 投げ技
ジャーマン・スープレックス
谷口の背筋力を生かしたスープレックスの中でもっとも得意とし、デビューからマイバッハ変身後も一貫して得意としている。常に高さがあり、落とす時の角度も急である。そのブリッジの大きな弧を描く軌道があいまって、会場を非常に沸かせることができる技の一つである。たとえ体勢が不十分であっても無理矢理投げてしまうという荒業もやってのける。
ぶっこ抜き式ジャーマンスープレックス
うつ伏せの相手を背筋力を生かして強引に持ち上げて決める。
ロコモーション式ジャーマンスープレックス
相手のクラッチを離さずに起き上がって連続して決める派生技も使用する。
さらには肩車の体勢から前方へ落とし、空中でジャーマンの体勢に持ち替えて決めるものやアルゼンチン・バックブリーカーの体勢から持ち替えて決める派生技も一時決め技としたが、現在は使用していない。
喉輪落とし（チョークスラム）
マイバッハ変身後に得意とする。相手を持ち上げる高さはあまり高くないが、力任せに強引に持ち上げて体重を浴びせながら力任せにマットへ叩き落とす。試合終盤やフィニッシュ前での使用が多い。
DDT
スパイン・バスター
走ってくる相手へのカウンター攻撃としての使用が多いが、通常場面でも使用する。相手を担ぎ上げた後、前方へ倒れ込むタイプと後方へ振り返って落とす旋回式の両タイプを使う。
ブレーンバスター
雪崩式ブレーンバスター
その他の各種スープレックス
フロント・スープレックス
サイド・スープレックス（俵返し）
ダブルアーム・スープレックス
フィッシャーマンズ・スープレックス
水車落とし
シットダウン・パワーボム

### 関節技、締め技
ボストンクラブ
ハーフボストンクラブ
足4の字固め
腕ひしぎ十字固め
ヘッドロック
スリーパー・ホールド
マイバッハ変身前、潮崎とタッグを組んでいた頃によく使用した。スタンディングでこの技を掛けて弱らせた後、技を解いてすぐさまジャーマン・スープレックスへ移行した、フィニッシュ・パターン。
ベアハッグ

### フォール技
スクールボーイ
逆さ押さえ込み
スモール・パッケージホールド

### 反則技
刺又
2012年12月の両国国技館大会から刺又を手にして入場するようになった。元はこの大会での谷口の試合（KENTA&高山&谷口vs大仁田&矢口壹琅&保坂秀樹）がストリートファイトデスマッチ（凶器の持ち込みが可能のルール）だったため、それによるもの。試合中にその刺又で相手の動きを封じたり、刺叉で殴打することもある。また、刺又式デッドリー・ドライブと呼ばれる、トップロープに上がった相手を下から刺又で制し、そのまま刺又を振り回して相手をリング内に叩き落とす技も使用する。さらには2013年6月頃より鉤型の刺又も用いて二刀流で入場するようになる。鉤型刺叉の使用方法は、試合中にそれで殴打する他、相手の首に鉤部分を掛けた上で相手の両足を刺叉の柄に絡めて締め上げる刺又式足4の字固めなどがある。なお、刺又式デッドリー・ドライブは小橋建太引退試合で小橋にも決めた技である。2014年タッグベルトをとった際には通常の刺又にベルトをぶら下げていた。
毒霧
滅多に使用することはないが、2012年のTAJIRI戦と2015年の鈴木みのる戦で使用。色はいずれも赤色である。

### 合体技
合体式チョークスラム
潮崎との合体技。対戦相手の左横に立つ潮崎が相手の左足を自分の左肩の上に乗せ、相手の右横に立つ谷口が相手の喉を右手で鷲掴みして潮崎が右手、谷口が左手を相手の背中に添え、2人がかりで相手の体を高々とリフトアップして潮崎が尻餅をつくと同時に谷口が体を前傾させ、落下させた相手の背中を豪快にマットへ叩きつける新技。

## 入場テーマ曲
- 初代 : Punk Rawk Show / MxPx （「谷口周平」時代）
- 二代目 : Great View / BACK DROP BOMB（「谷口周平」時代）
- 三代目 : Thieves / Ministry（「マイバッハ谷口」時代、2012〜2014年）
- 四代目 : Maybach Symphony / R.S.K.（ 「マイバッハ谷口」時代、2014〜 2019年4月）
- 五代目 : EX-terminater / 中村Anija隆宏（「谷口周平」時代、2019年4月〜2021年初頭）
- 六代目 : ワンBOXのオーナー / ダンス☆マン （That's The Way（I like It） / KC&ザ・サンシャイン・バンドのカバー、ファンキー化〜「キング・タニー」時代、2021年）
- 七代目 : Get Funky（「キング・タニー」時代、2021年〜）
- 八代目 : EX-terminater / 中村Anija隆宏（「谷口周平」時代、2022年5月21日〜）

## エピソード

### 谷口周平
- 入門の前日に、同じ日に入門する青木篤志の実家に泊めてもらった。
- 有名格闘家のトレーナーも務めるヒデ三好は中学、高校の先輩で、ブログにも度々登場している。
- 2007年4月1日に行われたDDTプロレスリングの興行に丸藤正道のセコンドとして付いて行った際、丸藤のパートナーであった男色ディーノが試合後に丸藤を追い回すのを体を張って止めていた。ならばとディーノは谷口にディープキスをしたのだが、谷口は表情一つ変えることなく立ちはだかり続けた。また、後日談として「ディーノさんの唇はマシュマロみたい」「またお願いします」などとCS放送で発言し、再び波紋を呼んだ。
- 2007年9月9日、日本武道館にて行われた丸藤対森嶋戦にて、試合後精根尽き果てて倒れ込んでしまった森嶋をおんぶして控え室まで搬送したところがノア中継にて放映され、テレビ中継の解説をしていた高山に「谷口すごいね、あの重い森嶋おんぶしてるね」と評された。
- 携帯公式サイトの選手日記で、自らを「ドM」だと明かしている。
- 携帯公式サイトの杉浦貴の選手日記にて、ノアの選手の間にて「周平会」なる会が存在することが明らかとなった。
- 極度のあがり症であり、同じく携帯公式HPの三沢光晴の選手日記にて、美容院に散髪に行く際緊張してしまうことから、気付けに飲酒をしてから散髪にいく癖があることが明らかになった。
- テレビ番組『探偵!ナイトスクープ』での「自分が作ったプロレス技をプロ選手に使ってもらいたい」という視聴者からの依頼で、「ライスシャワー」の全貌が明らかとなった際、小橋の練習台となったのが谷口である。大変ハードな技であり、谷口の身体も限界に達しており、探偵の石田靖に「練習やりたくないです」とこぼしたものの、石田からは「やりたいって」と告げられ、呆然としていた。

### マイバッハ谷口

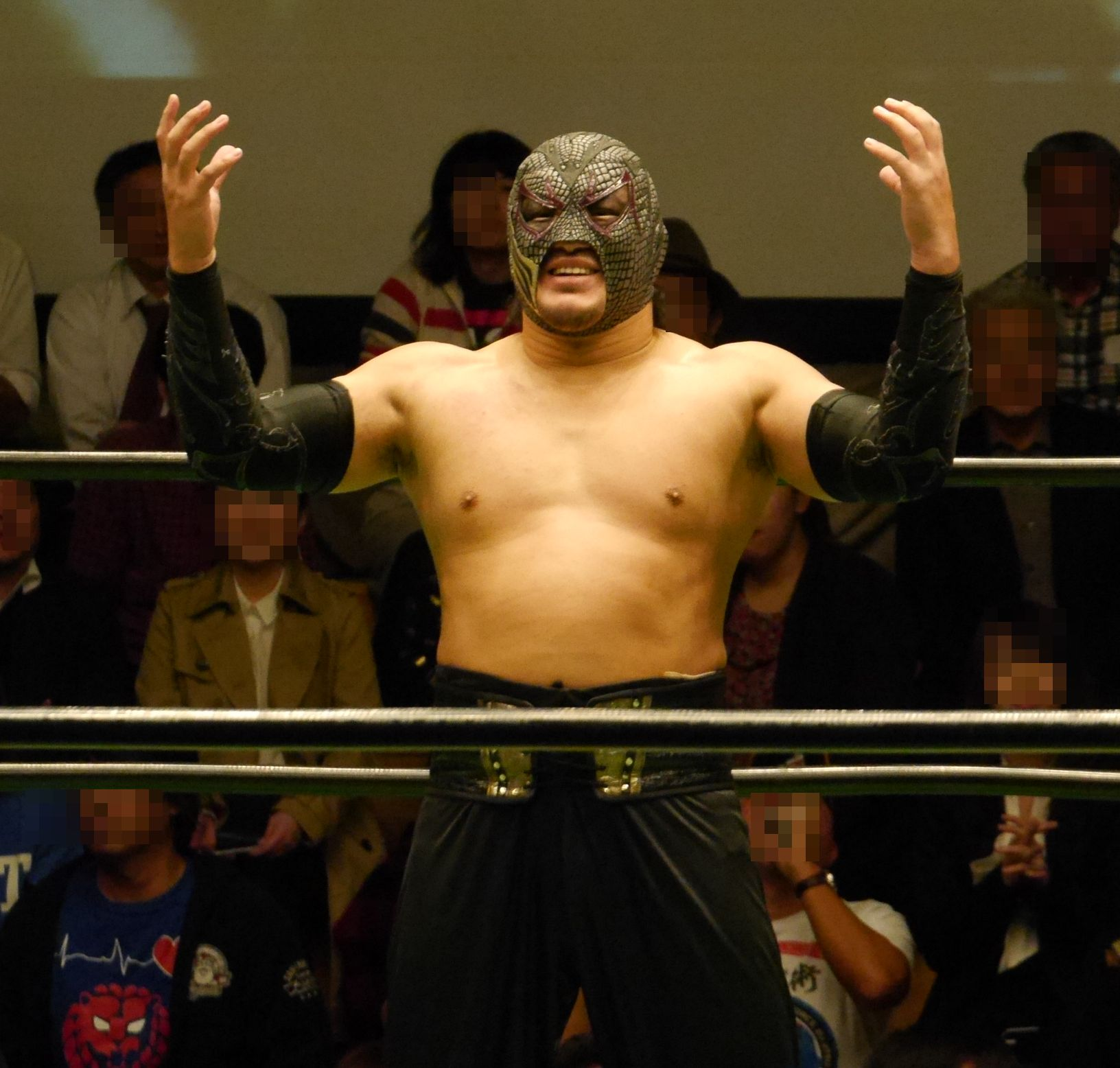
マイバッハポーズ

- マイバッハポーズと呼ばれる両掌を軽く開いた状態で、顔の両側にその両手を掲げるアピールを、試合開始前や試合中・試合後の挑発行為などで行う。同じNO MERCYの平柳玄藩が調子に乗って真似し、対戦相手から怒りを買うシーンもみられる。
- 自身で話すことやタイトルマッチ調印式に出席することがなく、所属ユニットのリーダーであるKENTAが代理ですることが多くなった。また、リーグ戦の入場式や記念撮影、試合後のインタビューなど一切拒否で、イベントも一切参加しない（観客の安全確保のため）。
- マイバッハ谷口がファンに定着した頃から、会場で応援用マイバッハ・マスクが販売されている[40]。
- 上記応援マスクを着用した「マイバッハ・ガールズ」と呼ばれる女性マイバッハファンが登場している[40]。
- 「マイバッハ・ガールズ」には精神科医の香山リカがおり、熱狂的なマイバッハ谷口ファンとなっている[40]。
- 2013年6月23日、三条大会の試合前に地元の刺叉製造会社が谷口に刺叉4本を贈呈した。当日の永田裕志戦で早速使用し、反則負けとなっている。なお、鉤型の刺叉もこのときから使用している[41]。
- 前述のKENTAとのGHCヘビー級選手権試合では椅子や刺叉を持ち込んだが、西永秀一レフェリーによって制止され、マイバッハもこれに応じたが、直後にリング下から持ち出された椅子で西永レフェリーを強打。西永はそのまま失神し、2分半以上レフェリーがいないというタイトル戦では異例の事態となった。この試合に関しては当日解説席にいた小橋健太や佐々木健介も苦言を呈している。